# Sinan Şamil Sam
Sinan Şamil Sam, né le 23 juin 1974 à Francfort (Allemagne) et mort le 30 octobre 2015 à Istanbul (Turquie), est un boxeur turc.

## Carrière
Sa carrière amateur est principalement marquée par un titre de champion du monde remporté à Houston en 1999 dans la catégorie super-lourds. Passé professionnel en l'an 2000, il est champion d'Europe des poids lourds EBU entre 2002 et 2004 puis en 2008 après sa victoire aux points contre l'italien Paolo Vidoz.